# مایکروسافت ۳۶۵
مایکروسافت ۳۶۵ (به انگلیسی: Microsoft 365) که قبلاً آفیس ۳۶۵ (به انگلیسی: Office 365) شناخته می‌شد، نام برندی است که مایکروسافت آن را برای سرویس اشتراک گروهی از نرم‌افزارها و خدمات استفاده می‌کند. برای مصرف‌کنندگان خانگی، آفیس ۳۶۵ امکان استفاده از مایکروسافت آفیس بر روی ویندوز و او.اس. ده و همچنین فضای ذخیره‌سازی بر روی سرویس ابری وان‌درایو به همراه ۶۰ دقیقه تماس اسکایپ در ماه را می‌دهد. برای کاربران کسب‌وکارها، آفیس ۳۶۵ طرح‌هایی را پیشنهاد می‌کند که خدمات پست الکترونیک و شبکه اجتماعی سازمانی را در قالب ویرایش میزبانی‌شده (hosted) اکسچنج سرور، اسکایپ برای کسب‌وکارها، شیرپوینت و آفیس آنلاین، یکپارچگی با یامر به همراه دسترسی به نرم‌افزارهای مایکروسافت آفیس ارائه می‌کند.
پس از تست بتا که از اکتبر ۲۰۱۰ شروع شد، مایکروسافت آفیس ۳۶۵ را در ۲۸ ژوئن ۲۰۱۱ به عنوان جایگزین Microsoft Business Productivity Suite عرضه کرد

## امکانات
آفیس ۳۶۵ از تعدادی محصول و خدمات تشکیل شده‌است. تمام اجزای آفیس ۳۶۵ را می‌توان از طریق پورتال آنلاین مدیریت و تنظیم نمود. کاربران را می‌توان به صورت دستی اضافه کرد یا از طریق یک فایل CSV وارد کرد. همچنین آفیس ۳۶۵ را می‌توان برای شناسایی یگانه (Single Sign On) با یک اکتیو دایرکتوری محلی تنظیم کرد.

## به روز رسانی‌ها در مایکروسافت ۳۶۵
در آفیس ۳۶۵ شما همیشه از آخرین نسخه برنامه‌ها استفاده خواهید کرد؛ ولی در نسخه‌های مادام‌العمر امکان آپ‌گرید رایگان وجود ندارد. به‌طور مثال اگر شما آفیس ۲۰۱۳ تهیه کرده باشید امروز قابلیت ارتقای آن به آفیس ۲۰۱۶ را ندارید و باید برای نصب نسخه ۲۰۱۶ دوباره هزینه پرداخت کنید؛ اما لایسنس آفیس ۳۶۵ همیشه به روی آخرین نسخه‌های آفیس کار می‌کنند.